# Bâltișoara
Bâltișoara – wieś w Rumunii, w okręgu Gorj, w gminie Runcu. W 2011 roku liczyła 479 mieszkańców.